# The Making of Jesus Christ
The Making of Jesus Christ mit dem Untertitel «Eine persönliche Spurensuche» ist ein dokumentarisches Essay aus Schweizer Produktion von Luke Gasser über das Leben Jesu von Nazaret. Der Film wurde im Oktober 2012 in Warschau am Internationalen Filmfestival uraufgeführt und startete am 7. März 2013 in den Schweizer Kinos.

## Handlung
Gasser ging mit diesem Film auf eine persönliche Spurensuche. An den Originalschauplätzen im heutigen Israel drehte er Reenactments, die die damaligen Geschehnisse um das Jahr 30 nachstellen. Dazwischen blendet er immer wieder Interviews ein mit dem Hollywood-Regisseur Paul Verhoeven und mit Theologen und Historikern (z. B. Eugen Drewermann und Perry Schmidt-Leukel).
Der Film geht der Frage nach, was damals passierte und versucht die damaligen Ereignisse zu erfassen. Der Baumeistersohn Jesus aus dem nordisraelischen Dorf Nazareth sucht den Bussprediger Johannes auf und lässt sich von diesem taufen. Bereits kurze Zeit danach ist Jesus bekannter als Johannes, immer mehr Anhänger folgen ihm. Jesus wirkte wohl nur etwa ein Jahr. Offenbar auf Bestreben der Priesterschaft von Jerusalem wird er von den Römern an einem Kreuz hingerichtet.

## Buch
Der Filmemacher Luke Gasser hat parallel zum Film ein umfangreiches Buch zum Thema «Jesus» erarbeitet. Er setzt in dem Buch Jesus in einen historischen und kulturgeschichtlichen Zusammenhang, von A wie Augustus bis Z wie Zeus.
- Luke Gasser:  Sein Gesicht möchte ich sehen – Die Jesus-Doku, Weltbild Verlag, 2013, ISBN 978-3-8289-5776-3

## Produktion
Der Film wurde co-produziert vom Schweizer Radio und Fernsehen (SRF). Eine gekürzte Fassung des Films wurde erstmals am Karfreitag 2013 auf dem Sender SRF 1 in der Reihe Sternstunde Religion gezeigt.

## Auszeichnungen
- Platinum Reel Award für den besten Dokumentarfilm am Nevada Film Festival in Las Vegas, USA[3]
- Film des Monats des Medientipps, Katholischer Mediendienst und Reformierte Medien[4]